# Francesco Antonio Roberti
Francesco Antonio Roberti (1593–1653) foi um prelado católico romano que serviu como bispo de Alessano (1648–1653).

## Biografia
Francesco Antonio Roberti nasceu em 1593 em Cupertino, na Itália. No dia 23 de novembro de 1648, foi nomeado bispo de Alessano durante o papado de Inocêncio X. A 30 de novembro de 1648, foi consagrado bispo por Marcello Lante della Rovere, cardeal-bispo de Ostia e Velletri, com Giovan Battista Foppa, arcebispo de Benevento, e Enea di Cesare Spennazzi, bispo de Ferentino, servindo como co-consagradores. Serviu como Bispo de Alessano até à sua morte em 1653.